# چز بونو
چَز سالواتور بونو (به انگلیسی: Chaz Salvatore Bono) (زادهٔ ۴ مارس ۱۹۶۹) کنشگر، خواننده و نویسنده آمریکایی و تنها فرزند شر و سونی است. اگرچه هرکدام از آن‌ها از رابطه‌های پیشین خود فرزندانی دارند. چز بونو یک مرد ترنس است.